# مسجد الكناوة
مسجد الكناوة هو أحد مساجد مدينة الموصل يقع في المنطقة القديمة بمحلة الكناوة (سميت بذلك نسبة الى علي كنو ) الواقعة بين محلة العبد خوب ومحلة الخاتونية. تم بناء المسجد قبل مئات السنين من قبل على كنو حمور أحمد ضرغام الصفار المعاضيدي، وسمي المسجد بالكناوة نسبة إليه.
تعرض المسجد لدمار طفيف خلال عمليات تحرير الموصل سنه 2017. وتم ترميمه من قبل الخيريين من أبناء مدينة الموصل. ويصنف ضمن مساجد الموصل الصغيرة الحجم إذ يحتوي المسجد على باحة صغير ومصلى للرجال ومخزن ومكان للوضوء.
تم تغيير اسم المسجد الى (مسجد عمرو بن العاص) لأسباب مجهولة من قبل دائرة الوقف السني.